# Lebrija (Gerichtsbezirk)
Der Gerichtsbezirk Lebrija ist einer der 15 Gerichtsbezirke in der Provinz Sevilla.
Der Bezirk umfasst 3 Gemeinden auf einer Fläche von 635,35 km² mit dem Hauptquartier in Lebrija.

## Gemeinden
| Gemeinde                | Einwohner (2024) | Fläche km² | Dichte Einw./km² | Cod INE | Postleitzahl |
| ----------------------- | ---------------- | ---------- | ---------------- | ------- | ------------ |
| Las Cabezas de San Juan | 16.410           | 229,70     | 71               | 41020   | 41730        |
| El Cuervo de Sevilla    | 8.716            | 30,44      | 286              | 41903   | 41749        |
| Lebrija                 | 27.745           | 375,21     | 74               | 41053   | 41740        |
| Gerichtsbezirk Lebrija  | 52.871           | 635,35     | 83               | –       | –            |